# Verjetnost
Verjétnost je število, ki pove, kolikšna je možnost, da se zgodi nek dogodek. Verjetnost je temeljni pojem matematične panoge, ki se imenuje verjetnostni račun.
Verjetnost dogodka {\displaystyle A} se označi s {\displaystyle P(A)}. Črka {\displaystyle P} izvira iz latinščine probabilitas – verjetnost.

## Definicija verjetnosti
Obstaja več matematičnih definicij verjetnosti. 

### Klasična definicija
Naj je verjetnostni poskus, ki ima {\displaystyle n} med seboj enakovrednih izidov (enakovrednost izidov pomeni, da se vsi izidi pojavijo približno enako pogosto, če se poskus ponovi večkrat). Opazuje se dogodek {\displaystyle A}, za katerega je ugodnih {\displaystyle m} izidov. Po klasični definiciji je verjetnost dogodka {\displaystyle A} razmerje med številom ugodnih izidov in številom vseh možnih izidov:
{\displaystyle P(A)={\frac {m}{n}}={\frac {\rm {{\check {s}}tevilo~ugodnih~izidov}}{\rm {{\check {s}}tevilo~vseh~izidov}}}\!\,.}
Zgled: 
v nekem mestu živi 6850 prebivalcev. Trenutno je v tem mestu 822 prebivalcev okuženih z virusom gripe. Kolikšna je verjetnost, da je na slepo izbrani prebivalec tega mesta okužen z virusom gripe?
{\displaystyle P(A)={\frac {822}{6850}}\!\,.}
Rezultat se po navadi še okrajša, ali pa se ga zapiše v decimalni obliki ali v obliki procentov:
{\displaystyle P(A)={\frac {822}{6850}}={\frac {3}{25}}=0.12=12\ \%\!\,.}

### Definicija s teorijo mere – Geometrijska verjetnost
V danem verjetnostnem poskusu naj je definirana mera, s katero se meri obsežnost dogodkov. Verjetnost dogodka {\displaystyle A} je potem razmerje med mero dogodka {\displaystyle A} in mero celotne množice vseh možnih izidov. 
To definicijo se uporablja zlasti, kadar se ima opravka z dogodki, ki imajo neskončno mnogo izidov, in zato računanje verjetnosti po klasični definiciji ni možno.
Zgled:
- Poskus naj bo izbiranje naključnega realnega števila z intervala {\displaystyle [10,20]}
- {\displaystyle A} je dogodek, da je izbrano število večje od 17.5.
- Za mero se seveda vzame kar širino intervala.
- Verjetnost dogodka {\displaystyle A} je potem enaka:

{\displaystyle P(A)={\frac {2,5}{10}}={\frac {1}{4}}=25\ \%\!\,.}

### Statistična definicija
Za statistično obdelavo je treba poskus ponoviti zelo velikokrat. Pri tem se računa kolikokrat se dogodek {\displaystyle A} zgodi (to je frekvenca dogodka {\displaystyle A}). Verjetnost dogodka {\displaystyle A} je število, h kateremu konvergira relativna frekvenca dogodka {\displaystyle A}, ko se število ponovitev poskusa veča proti neskončno. 

## Značilnosti verjetnosti
Za dodatno razlago glej tudi: dogodek.
Verjetnost poljubnega dogodka je vedno večja ali enaka 0 in vedno manjša ali enaka 1:
{\displaystyle P(A)\in [0,1]\!\,.}
Verjetnost dogodka {\displaystyle A} in verjetnost nasprotnega dogodka {\displaystyle {\overline {A}}}  imata vsoto 1:
{\displaystyle P(A)+P({\overline {A}})=1\!\,.}
Verjetnost unije nezdružljivih dogodkov je enaka vsoti obeh verjetnosti:
{\displaystyle P(A\cup B)=P(A)+P(B)\!\,.}
Verjetnost unije dveh poljubnih dogodkov se lahko izračuna po formuli:
{\displaystyle P(A\cup B)=P(A)+P(B)-P(A\cap B)\!\,.}
Verjetnost preseka (produkta) neodvisnih dogodkov je enaka produktu obeh verjetnosti:
{\displaystyle P(AB)=P(A)P(B)\!\,.}
Verjetnost preseka (produkta) odvisnih dogodkov se lahko izračuna po formuli:
{\displaystyle P(AB)=P(A)P(B/A)\!\,.}
V zadnji formuli {\displaystyle P(B/A)} pomeni pogojno verjetnost za dogodek {\displaystyle B} pri pogoju, da se je pred tem že zgodil dogodek {\displaystyle A}. Dogodka sta odvisna, če dejstvo, da se je dogodek {\displaystyle A} že zgodil, vpliva na verjetnost dogodka {\displaystyle B}. Če dogodek {\displaystyle A} ne vpliva na dogodek {\displaystyle B}, potem sta neodvisna.